# Maypearl
La ville de Maypearl est située dans le comté d’Ellis, dans l’État du Texas, aux États-Unis. Sa population s’élevait à 934 habitants lors du recensement de 2010, estimée à 1 033 habitants en 2017.